# Согукчешме (переулок)

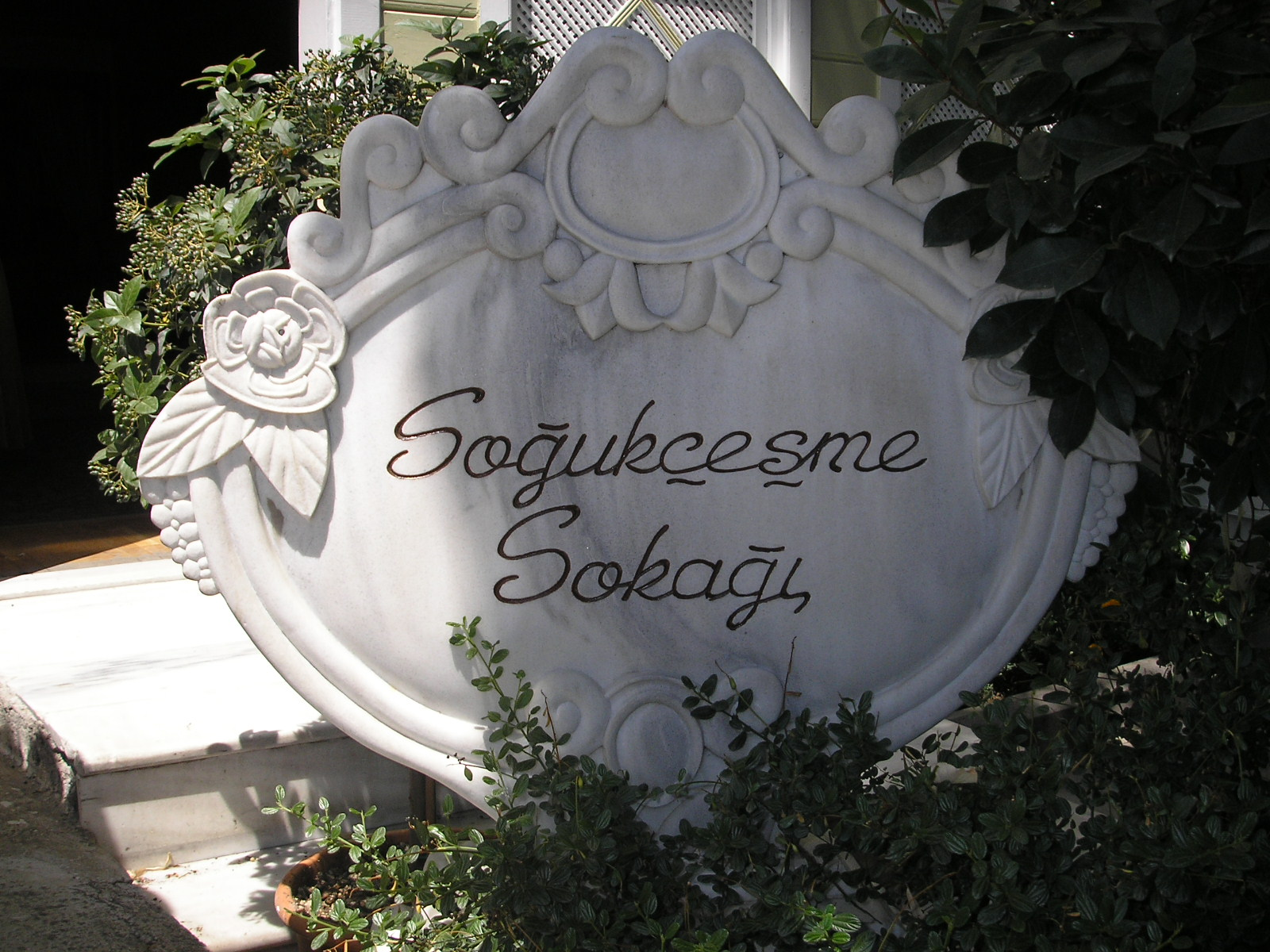
Мраморный камень на входе на переулок с юга

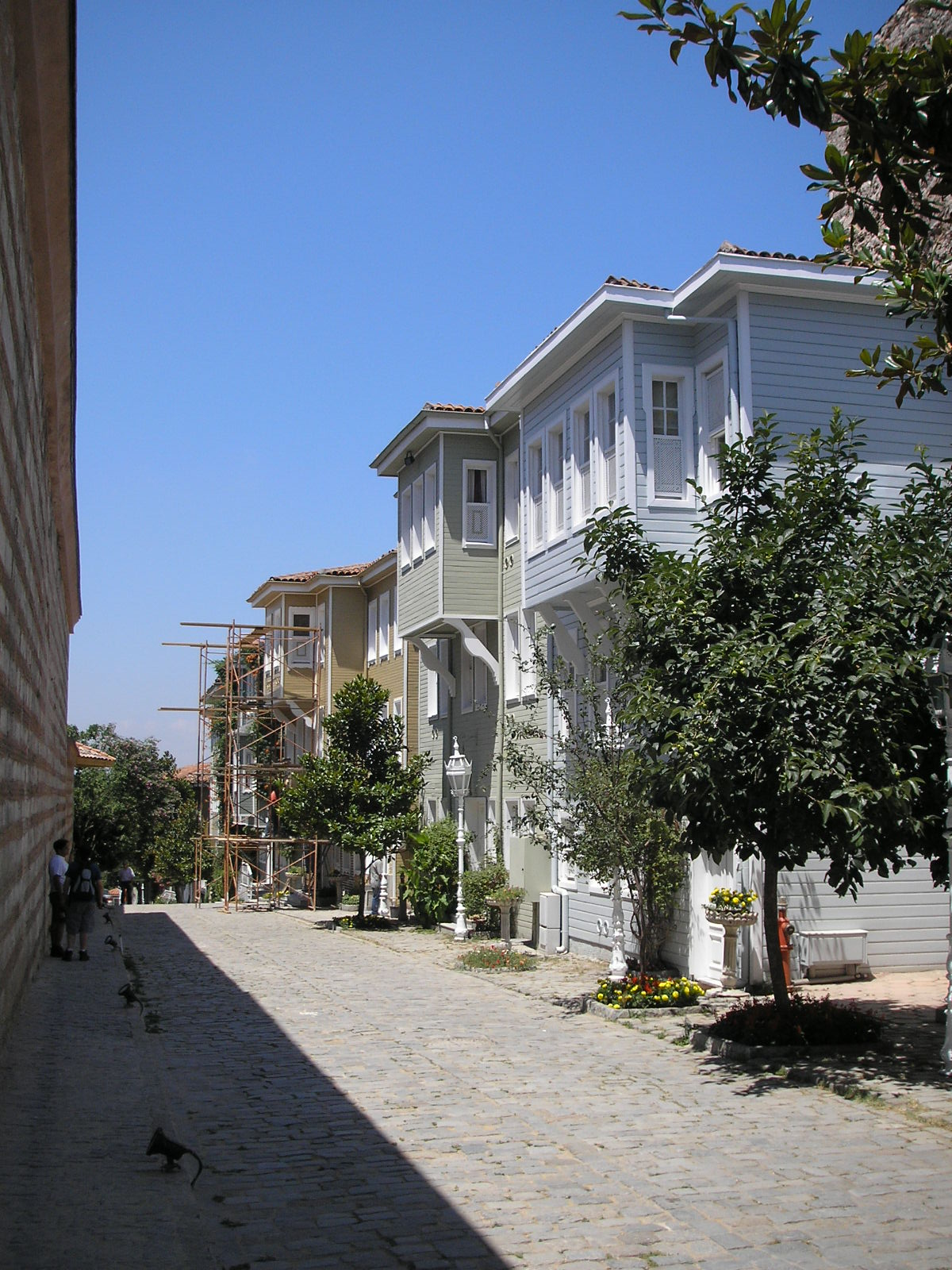
Типичные дома времён Османской Империи конца 19 века

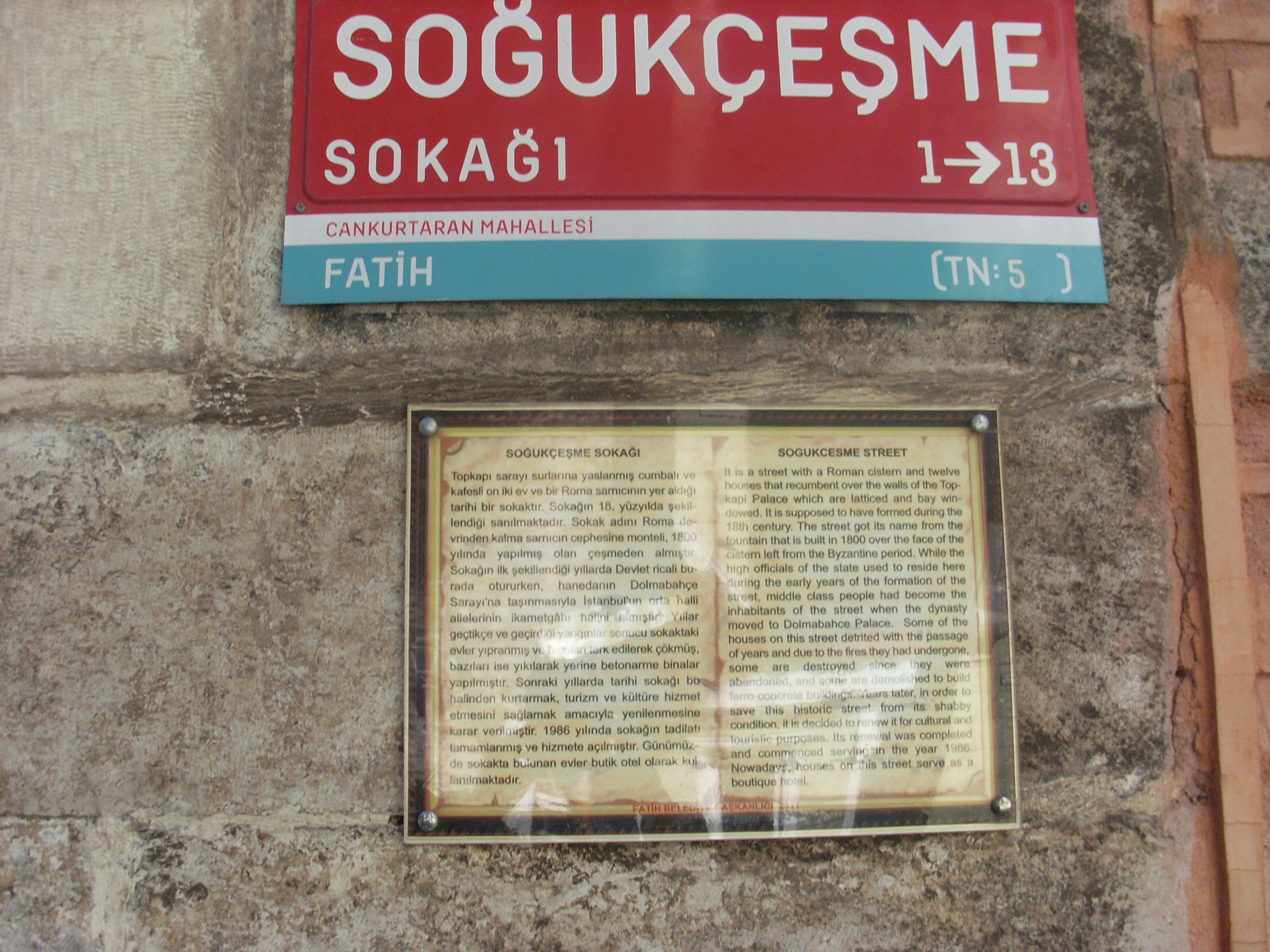
Информационная табличка переулка на английском и турецком языках (март 2013)

Переулок Согукчешме (тур. Soğukçeşme Sokağı) (буквально: Переулок холодного фонтана) — маленький переулок в районе Султанахмет в центре Стамбула, Турция, расположившийся между Айя Софией и дворцом Топкапы. Сегодня — это пешеходная зона, название получила в честь фонтана, который в наши дни относится к парку Гюльхане.

## Описание
Деревянные двух- и трехэтажные домики состоят из различного числа комнат (от 4 до 10), построены они на рубеже 19 и 20 веков, а затем были реконструированы компанией Çelik Gülersoy в 1985—1986.
Ранее дома на этой улица также назывались «Ayasofya Konakları» (то есть Особняки у Айя-Софии), девять из этих домов были включены в сеть хостелов для организации Touring and Automobile Club of Turkey (TTOK). Дома также получили имена связанные с цветами: «Yaseminli Ev» (Жасминовый дом), «Mor Salkımlı Ev» (Дом глицинии), «Hanımeli Ev» (Медоносный дом) и т. д. Внутренняя отделка зданий, в том числе кровати, занавески из шёлка, кресла из вельвета, позолоченные зеркала и другое были отреставрированы в том стиле, в котором и строились.
Наиболее известным гостем этих хостелов стала королева Испании София, которая останавливалась тут весной 2000 года на 4 ночи.
Также в данном переулке родился Фахри Корутюрк (1903—1987), шестой президент Турецкой республики. В одном из домов также находится библиотека «İstanbul Kitaplığı» содержащая более 10 тысяч книг о Стамбуле, которой также владеет компания Çelik Gülersoy Foundation.
Неподалёку от переулка также располагается Йеребатан — старая византийская цистерна.